# Supercopa de Turquía
La Supercopa de Turquía es una competición anual de fútbol de Turquía en la que se enfrentan los campeones de la Superliga y de la Copa de Turquía de la temporada anterior. El club más ganador es el Galatasaray SK con 17 títulos.
La ediciones del 2006 a 2008 se disputaron en Alemania, en Fránkfurt el 2006, en Colonia el 2007 y en Duisburg el 2008. En 2023, la supercopa se debería haber jugado en Arabia Saudita pero no se canceló porque según los organizadores saudíes, se acordaba que no se iban a hacer manifestaciones políticas durante el evento y esto no les gusto a los futbolistas.

## Historia
La competición se ha disputado con diversas denominaciones desde su creación:
- Copa del Primer Ministro (Başbakanlık Kupası): 1944-1950
- Copa Presidente (Cumhurbaskanligi Kupasi): 1965/66-1979/80
- Copa del Jefe del Estado (Devlet Başkanlığı Kupası): 1980/81-1981/82
- Copa Presidente (Cumhurbaskanligi Kupasi): 1982/83-1997/98
- Copa Atatürk: 1999/00
- Supercopa: desde 2005/06

## Finales
| Temporada  | Campeón                                                                | Resultado                                                              | Finalista                                                              | Sede de la final                                                       |                                        |
| ---------- | ---------------------------------------------------------------------- | ---------------------------------------------------------------------- | ---------------------------------------------------------------------- | ---------------------------------------------------------------------- | -------------------------------------- |
| 1966       | Galatasaray                                                            | 2 - 0                                                                  | Beşiktaş                                                               | Estadio Ankara 19 Mayis, Ankara                                        |                                        |
| 1967       | Beşiktaş                                                               | 1 - 0                                                                  | Altay Izmir                                                            | Estadio Ankara 19 Mayis, Ankara                                        |                                        |
| 1968       | Fenerbahçe ganó el doblete Liga y Copa                                 | Fenerbahçe ganó el doblete Liga y Copa                                 | Fenerbahçe ganó el doblete Liga y Copa                                 | Fenerbahçe ganó el doblete Liga y Copa                                 | Fenerbahçe ganó el doblete Liga y Copa |
| 1969       | Galatasaray                                                            | 2 - 0                                                                  | Göztepe Izmir                                                          | Estadio Ankara 19 Mayis, Ankara                                        |                                        |
| 1970       | Göztepe Izmir                                                          | 3 - 1                                                                  | Fenerbahçe                                                             | Estadio Ankara 19 Mayis, Ankara                                        |                                        |
| 1971       | Eskişehirspor                                                          | 3 - 2                                                                  | Galatasaray                                                            | Estadio Ankara 19 Mayis, Ankara                                        |                                        |
| 1972       | Galatasaray                                                            | 3 - 0                                                                  | Ankaragücü                                                             | Estadio Ankara 19 Mayis, Ankara                                        |                                        |
| 1973       | Fenerbahçe                                                             | 2 - 1                                                                  | Galatasaray                                                            | Estadio Ankara 19 Mayis, Ankara                                        |                                        |
| 1974       | Beşiktaş                                                               | 3 - 0                                                                  | Fenerbahçe                                                             | Estadio Ankara 19 Mayis, Ankara                                        |                                        |
| 1975       | Fenerbahçe                                                             | 2 - 0                                                                  | Beşiktaş                                                               | Estadio Cebeci İnönü, Ankara                                           |                                        |
| 1976       | Trabzonspor                                                            | 2 - 1                                                                  | Galatasaray                                                            | Estadio Ankara 19 Mayis, Ankara                                        |                                        |
| 1977       | Trabzonspor                                                            | 1 - 1 (3–1 pen.)                                                       | Beşiktaş                                                               | Estadio Ankara 19 Mayis, Ankara                                        |                                        |
| 1978       | Trabzonspor                                                            | 1 - 0                                                                  | Fenerbahçe                                                             | Estadio Ankara 19 Mayis, Ankara                                        |                                        |
| 1979       | Trabzonspor                                                            | 2 - 1                                                                  | Fenerbahçe                                                             | Estadio Ankara 19 Mayis, Ankara                                        |                                        |
| 1980       | Trabzonspor                                                            | 3 - 0                                                                  | Altay Izmir                                                            | Estadio Ankara 19 Mayis, Ankara                                        |                                        |
| 1981       | Ankaragücü                                                             | 1 - 0                                                                  | Trabzonspor                                                            | Estadio Ankara 19 Mayis, Ankara                                        |                                        |
| 1982       | Galatasaray                                                            | 2 - 0                                                                  | Beşiktaş                                                               | Estadio Ankara 19 Mayis, Ankara                                        |                                        |
| 1983       | Trabzonspor                                                            | 2 - 0                                                                  | Fenerbahçe                                                             | Estadio Ankara 19 Mayis, Ankara                                        |                                        |
| 1984       | Fenerbahçe                                                             | 1 - 0                                                                  | Trabzonspor                                                            | Estadio Ankara 19 Mayis, Ankara                                        |                                        |
| 1985       | Fenerbahçe                                                             | 1 - 1 (4–2 pen.)                                                       | Galatasaray                                                            | Estadio Ankara 19 Mayis, Ankara                                        |                                        |
| 1986       | Beşiktaş                                                               | 2 - 1                                                                  | Bursaspor                                                              | Estadio Ankara 19 Mayis, Ankara                                        |                                        |
| 1987       | Galatasaray                                                            | 3 - 2                                                                  | Gençlerbirliği                                                         | Estadio Ankara 19 Mayis, Ankara                                        |                                        |
| 1988       | Galatasaray                                                            | 2 - 0                                                                  | Sakaryaspor                                                            | Estadio Ankara 19 Mayis, Ankara                                        |                                        |
| 1989       | Beşiktaş                                                               | 1 - 0                                                                  | Fenerbahçe                                                             | Estadio Ankara 19 Mayis, Ankara                                        |                                        |
| 1990       | Fenerbahçe                                                             | 3 - 2                                                                  | Beşiktaş                                                               | Estadio Ankara 19 Mayis, Ankara                                        |                                        |
| 1991       | Galatasaray                                                            | 1 - 0                                                                  | Beşiktaş                                                               | Estadio Ankara 19 Mayis, Ankara                                        |                                        |
| 1992       | Beşiktaş                                                               | 2 - 1                                                                  | Trabzonspor                                                            | Estadio Ankara 19 Mayis, Ankara                                        |                                        |
| 1993       | Galatasaray                                                            | 2 - 0                                                                  | Beşiktaş                                                               | Estadio Ankara 19 Mayis, Ankara                                        |                                        |
| 1994       | Beşiktaş                                                               | 3 - 1                                                                  | Galatasaray                                                            | Estadio Ankara 19 Mayis, Ankara                                        |                                        |
| 1995       | Trabzonspor                                                            | 2 - 0                                                                  | Beşiktaş                                                               | Estadio Ankara 19 Mayis, Ankara                                        |                                        |
| 1996       | Galatasaray                                                            | 3 - 0                                                                  | Fenerbahçe                                                             | Estadio Ankara 19 Mayis, Ankara                                        |                                        |
| 1997       | Galatasaray                                                            | 2 - 1                                                                  | Kocaelispor                                                            | Estadio Ankara 19 Mayis, Ankara                                        |                                        |
| 1998       | Beşiktaş                                                               | 2 - 1                                                                  | Galatasaray                                                            | Estadio Ankara 19 Mayis, Ankara                                        |                                        |
| 1999-2005  | No disputada                                                           | No disputada                                                           | No disputada                                                           | No disputada                                                           |                                        |
| Süper Kupa |                                                                        |                                                                        |                                                                        |                                                                        |                                        |
| 2006       | Beşiktaş                                                               | 1 - 0                                                                  | Galatasaray                                                            | Commerzbank-Arena, Frankfurt, Alemania                                 |                                        |
| 2007       | Fenerbahçe                                                             | 2 - 1                                                                  | Beşiktaş                                                               | RheinEnergieStadion, Colonia, Alemania                                 |                                        |
| 2008       | Galatasaray                                                            | 2 - 1                                                                  | Kayserispor                                                            | MSV-Arena, Duisburgo, Alemania                                         |                                        |
| 2009       | Fenerbahçe                                                             | 2 - 0                                                                  | Beşiktaş                                                               | Estadio Olímpico Atatürk, Estambul                                     |                                        |
| 2010       | Trabzonspor                                                            | 3 - 0                                                                  | Bursaspor                                                              | Estadio Olímpico Atatürk, Estambul                                     |                                        |
| 2011       | No disputada debido a escándalo de corrupción en el fútbol de Turquía. | No disputada debido a escándalo de corrupción en el fútbol de Turquía. | No disputada debido a escándalo de corrupción en el fútbol de Turquía. | No disputada debido a escándalo de corrupción en el fútbol de Turquía. |                                        |
| 2012       | Galatasaray                                                            | 3 - 2                                                                  | Fenerbahçe                                                             | Estadio Kâzım Karabekir, Erzurum                                       |                                        |
| 2013       | Galatasaray                                                            | 1 - 0                                                                  | Fenerbahçe                                                             | Estadio Kadir Has, Kayseri                                             |                                        |
| 2014       | Fenerbahçe                                                             | 0 - 0 (3-2 pen.)                                                       | Galatasaray                                                            | Estadio Manisa 19 Mayis, Manisa                                        |                                        |
| 2015       | Galatasaray                                                            | 1 - 0                                                                  | Bursaspor                                                              | Estadio Osmanlı, Ankara                                                |                                        |
| 2016       | Galatasaray                                                            | 1 - 1 (3-0 pen.)                                                       | Beşiktaş                                                               | Estadio Konya Büyükşehir, Konya                                        |                                        |
| 2017       | Konyaspor                                                              | 2 - 1                                                                  | Beşiktaş                                                               | Samsun Arena, Samsun                                                   |                                        |
| 2018       | Akhisar Belediyespor                                                   | 1 - 1 (5-4 pen.)                                                       | Galatasaray                                                            | Estadio Konya Büyükşehir, Konya                                        |                                        |
| 2019       | Galatasaray                                                            | 1 - 0                                                                  | Akhisar Belediyespor                                                   | Estadio Eryaman, Ankara                                                |                                        |
| 2020       | Trabzonspor                                                            | 2 - 1                                                                  | Istambul Başakşehir                                                    | Estadio Olímpico Atatürk, Estambul                                     |                                        |
| 2021       | Beşiktaş                                                               | 1 - 1 (4-2 pen.)                                                       | Antalyaspor                                                            | Estadio Áhmad bin Ali, Doha, Catar                                     |                                        |
| 2022       | Trabzonspor                                                            | 4 - 0                                                                  | Sivasspor                                                              | Estadio Olímpico Atatürk, Estambul                                     |                                        |
| 2023       | Galatasaray                                                            | 3 - 0                                                                  | Fenerbahçe                                                             | Estadio GAP de Şanlıurfa, Şanlıurfa                                    |                                        |
| 2024       | Beşiktaş                                                               | 5 - 0                                                                  | Galatasaray                                                            | Estadio Olímpico Atatürk, Estambul                                     |                                        |

## Títulos por club
| Club                 | Campeón | Subcampeón | Años campeón                                                                                         |
| -------------------- | ------- | ---------- | --- |
| Galatasaray          | 17      | 10         | 1966, 1969, 1972, 1982, 1987, 1988, 1991, 1993, 1996, 1997, 2008, 2012, 2013, 2015, 2016, 2019, 2023 |
| Beşiktaş             | 10      | 12         | 1967, 1974, 1986, 1989, 1992, 1994, 1998, 2006, 2021, 2024                                           |
| Trabzonspor          | 10      | 3          | 1976, 1977, 1978, 1979, 1980, 1983, 1995, 2010, 2020, 2022                                           |
| Fenerbahçe           | 9       | 10         | 1968, 1973, 1975, 1984, 1985, 1990, 2007, 2009, 2014                                                 |
| Göztepe Izmir        | 1       | 1          | 1970                                                                                                 |
| MKE Ankaragücü       | 1       | 1          | 1981                                                                                                 |
| Akhisar Belediyespor | 1       | 1          | 2018                                                                                                 |
| Eskişehirspor        | 1       | -          | 1971                                                                                                 |
| Konyaspor            | 1       | -          | 2017                                                                                                 |
| Bursaspor            | -       | 3          | -----                                                                                                |
| Altay Izmir          | -       | 2          | -----                                                                                                |
| Gençlerbirliği       | -       | 1          | -----                                                                                                |
| Kocaelispor          | -       | 1          | -----                                                                                                |
| Sakaryaspor          | -       | 1          | -----                                                                                                |
| Kayserispor          | -       | 1          | -----                                                                                                |
| Istambul Başakşehir  | -       | 1          | -----                                                                                                |
| Antalyaspor          | -       | 1          | -----                                                                                                |
| Sivasspor            | -       | 1          | -----                                                                                                |